# Casanueva (Granada)
Casanueva es una localidad y pedanía española perteneciente al municipio de Pinos Puente, en la provincia de Granada, comunidad autónoma de Andalucía. Está situada en la parte noroccidental de la comarca de la Vega de Granada. Limítrofe a esta localidad se encuentra Zujaira, y un poco más alejados están los núcleos de Ánzola, Pinos Puente capital y Valderrubio.

## Historia
Existe en Casanueva una casona grande, popularmente conocida como "La Torre", en parte propiedad municipal, en la que se ubicó un monasterio de los agustinos hacia el 1600.
Todo era campo, menos "La Torre". Los campesinos descansaban y comían en ella. A partir de entonces los alrededores se empezaron a poblar.

## Demografía

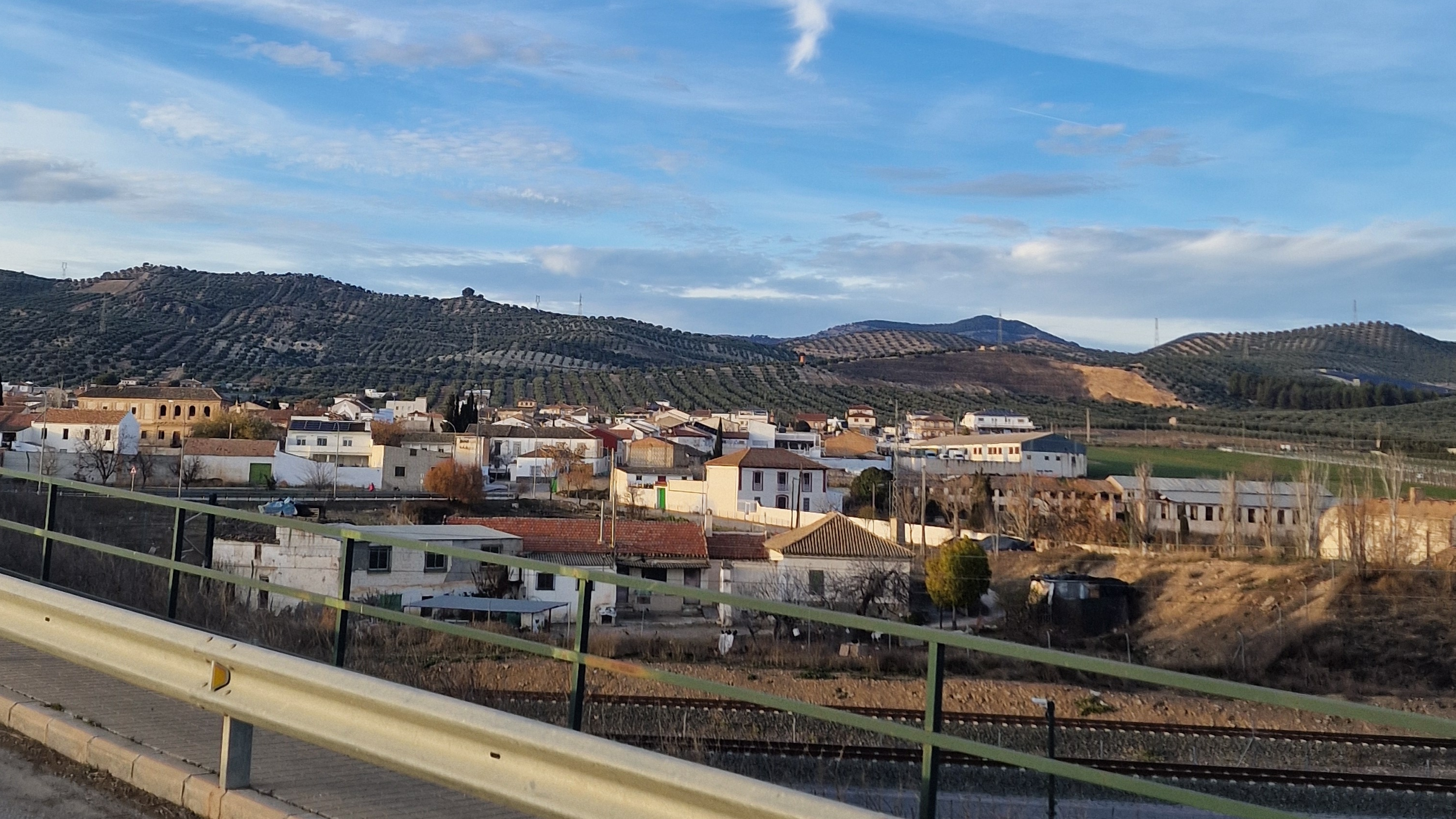
Vista de la localidad desde la carretera de Ánzola

Según el Instituto Nacional de Estadística de España, en el año 2024 Casanueva contaba con 1494 habitantes censados, lo que representa el 15,39% de la población total del municipio, convirtiéndose así en la pedanía pinera más grande en cuanto al número de habitantes, tras la segregación de Valderrubio en 2012.

### Evolución de la población
| Gráfica de evolución demográfica de Casanueva entre 2014 y 2024 |
|                                                                 |
| Datos según el nomenclátor publicado por el INE.                |

## Comunicaciones

### Carreteras
La única vía de comunicación que transcurre por la localidad es:
| Identificador | Denominación                    | Itinerario           |
| ------------- | ------------------------------- | -------------------- |
| A-336         | De Tocón a N-432 (Pinos Puente) | Tocón - Pinos Puente |

Algunas distancias entre Casanueva y otras ciudades:
| Ciudades     | Distancia (km) |
| ------------ | -------------- |
| Pinos Puente | 4              |
| Granada      | 22             |
| Jaén         | 99             |
| Almería      | 174            |
| Murcia       | 294            |

## Cultura

### Fiestas
Las fiestas de Casanueva se celebran en junio en honor a su patrón, San Antonio.